# San Pablo Coatlán
San Pablo Coatlán là một đô thị thuộc bang Oaxaca, México. Năm 2005, dân số của đô thị này là 3876 người.